# Cnemolia guttata
Cnemolia guttata là một loài bọ cánh cứng trong họ Cerambycidae.